# Jump (chanson d'Every Little Thing)
Pour les articles homonymes, voir Jump.
Singles de Every Little Thing
Graceful World
(2001) Kiwoku
(2002)
Jump est le 19e single du groupe japonais Every Little Thing.

## Présentation
Le single sort le 17 octobre 2001 au Japon sur le label Avex Trax, dix mois après le précédent single du groupe, Graceful World. Il atteint la 7e place du classement des ventes hebdomadaire de l'Oricon, et reste classé pendant six semaines, se vendant à 194 400 exemplaires.
Le single ne contient qu'une chanson, dans trois versions différentes : sa version originale, sa version instrumentale, et une version remixée. La chanson-titre a été utilisée comme thème musical pour une publicité. Elle figurera dans une version remaniée sous-titrée "Jumping Mix" sur le cinquième album du groupe, Many Pieces qui sortira un an et demi plus tard, puis dans sa version originale sur ses compilations de singles Every Best Single 2 de 2003 et Every Best Single - Complete de 2009. Elle sera également remixée sur l'album de remix The Remixes III: Mix Rice Plantation de 2002.

## Liste des pistes
La chanson originale est écrite et composée par Kaori Mochida et arrangée par Akira Murata. 
| CD    | CD                         | CD              | CD    | CD | CD | CD | CD | CD | CD |
| No    | Titre                      | Remixeur        | Durée |    |    |    |    |    |    |
| ----- | -------------------------- | --------------- | ----- | -- | -- | -- | -- | -- | -- |
| 1.    | Jump                       |                 | 4:05  |    |    |    |    |    |    |
| 2.    | Jump (Cubismo Grafico Mix) | Cubismo Grafico | 6:03  |    |    |    |    |    |    |
| 3.    | Jump (Instrumental)        |                 | 4:05  |    |    |    |    |    |    |
| 14:13 |                            |                 |       |    |    |    |    |    |    |